# Cladocarpus pectiniferus
Cladocarpus pectiniferus är en nässeldjursart som beskrevs av George James Allman 1883. Cladocarpus pectiniferus ingår i släktet Cladocarpus och familjen Aglaopheniidae. Inga underarter finns listade i Catalogue of Life.